# 잠 위원회
《잠 위원회》 또는 《꿈 위원회》(The Committee of Sleep : How Artists, Scientists, and Athletes Use Dreams for Creative Problem-Solving—and How You Can Too)는 2001년 크라운 랜덤하우스(Crown / Random House)에서 출판한 디어드리 배럿(Deirdre Barrett)의 저서이다. 디어드리 배럿(Deirdre Barrett)은 하버드 메디컬 스쿨(Harvard Medical school) 교수진의 심리학자이다. 이 책은 꿈(dream)이 깨어있는 세계에서 예술과 과학에 실질적인 돌파구를 어떻게 기여했는지 설명한다. 챕터는 예술, 문학, 과학, 스포츠, 의학 등 분야별로 구성되어 있다.  각 분야의 주요 성과로 이어진 꿈의 예가 많지만 배럿(Barrett)은 꿈이 문제 해결에 대해 어떻게 진행되는지, 어떤 유형인지에 대한 결론을 도출한다. 독자가 이러한 기술을 자신의 노력에 어떻게 적용할 수 있는지에 대한 조언을 제공한다. 꿈 위원회(The Committee of Sleep)에서 창작물을 꿈꾸는 것으로 묘사된 사람들은 루트비히 판 베토벤(Ludwig van Beethoven), 빌리 조엘(Billy Joel), 로버트 루이스 스티븐슨(Robert Louis Stevenson), 스티븐 킹(Stephen King), 살바도르 달리(Salvador Dalí), 윌리엄 블레이크(William Blake), 그리고 노벨상 수상자 오토 뢰비(Otto Loewi)이다.

## 같이 보기
- 렘수면